# Dražen Marović
Dražen Marović (Split, 14. siječnja 1938.), hrvatski je šahist, velemajstor, šahovski teoretičar i šahovski pisac.

## Životopis
Dražen Marović rođen je u Splitu, 1938. godine. Klasičnu gimnaziju završio je u rodnom Splitu. Studirao je engleski i talijanski na Filozofskom fakultetu u Zagrebu, a privatno španjolski, francuski i ruski. Nakon završetka studija magistrirao je iz američke književnosti. Šah je naučio igrati od oca kao dječak, ali mu je ozbiljnije pristupio tek u dobi od 15 godina. Igrom slučaja naišao je na prostorije šahovskog kluba 'Mornar' na splitskoj Rivi i ostao privržen kraljevskoj igri cijeli život.

### Športska karijera
Dolaskom na studij nastupao je za zagrebačke klubove 'Mladost' i 'Zagreb', s kojima je više puta osvajao prvenstvo države i kup. Nacionalnim majstorom postao je na šampionatu 1961., međunarodnim majstorom 1965., a velemajstorom 1975. godine.  
U šahovskoj areni probijao se preko poluzavršnica i šampionata države 1961. – 1963., kao i pobjedama na majstorskim turnirima poput Hastingsa, Beverwijka, Amsterdama, Malage, Barcelone i inih, koje su otvarale vrata velemajstorskih turnira. Uspješno je igrao u Hastingsu 1962. (4. iza Kotova, Smislova i Gligorića), Zagrebu 1964. (dioba 2. iza Szaba), u Zagrebu 1965. ( 2,5 boda više od norme za IM), Malagi 1968. (1. s Ivkovom), u Zagrebu 1971. ( 1. s Minićem) i 1972. ( dioba 2. iza Steina), Virovitici 1978. (1. sa Smejkalom), Malagi 1981. (dioba 2. iza Talja) te Saint-Maximu 1982. godine (1.). Možda se ipak najviše istaknuo u visokoj profesionalnoj konkurenciji velikih turnira: u Dortmundu 1973. i Tallinu 1975. godine, a posebice u Skoplju 1970. i 'Turniru IBM-a' u Amsterdamu 1973. godine.
Od 1961. do 1975. godine, kao igrač ili sekundant (analitičar), Marović je bio član državnih reprezentacija koje su sedam puta osvojile srebrnu medalju: na prvenstvima Europe u Oberhauzenu 1961., Hamburgu 1965. i Bathu 1973. godine, studentskim olimpijadama u Marijanskim Laznima 1962. i Budvi 1963. godine, te olimpijadama u Luganu 1968. i Nici 1974. godine. 
Na osobnoj razini može se posebice pohvaliti pobjedama protiv dva bivša svjetska prvaka, Petrosjana u Amsterdamu 1973. i Spaskoga u Talinnu 1975., zatim kandidata za prvaka svijeta: Gligorića (Zagreb 1965.), Kotova (Amsterdam 1968.), Ivkova i k
Timmana (Banjaluka 1974.), Korčnoja (Linares 1979.), te niza nacionalnih prvaka 60-tih i 70-tih godina – Bobocova (Bugarska), Pomara (Španjolska), Anderssona (Švedska), Donnera (Nizozemska), Neija (Estonija), Matanovića i Ljubojevića (Jugoslavija) Smejkala (Čehoslovačka), Csoma i Adorjana (Mađarska), Ciociltee (Rumunjska), Alexandera (Engleska) i inih.
Nakon što je tzv. Elo-rating uveden početkom sedamdesetih godina najviši rating od 2490 ( s vrhuncem od 2505) bodova ostvario je 1974./75. (tada 92. mjesto na svjetskoj ljestvici), a najniži, od 2445 bodova, nakon zadnjeg nastupa u Torontu 1990. godine.

## Izabrane partije
- Marović – Kotov 1:0, Kraljeva indijska obrana, Amsterdam 1968.;
- Marović – Bronstein 1/2, Kraljeva indijska obrana, Amsterdam 1968.;
- Korčnoj – Marović 1/2, Slavenska obrana, Zagreb 1970.;
- Marović – Korčnoj 1/2, Grunfeldova indijska obrana, SSSR – Jugoslavija, Erevan 1971.;
- Marović – Kapengut 1:0, Kraljeva indijska obrana, SSSR – Jugoslavija, Erevan 1971.;
- Marović – Petrosian 1:0, Kraljeva indijska obrana, Amsterdam 1973.;
- Marović – Spaski 1:0, Nimcovičeva indijska obrana, Tallin 1975.;
- Marović – Nei 1:0, Slavenska obrana, Tallin 1975.;
- Korčnoj – Marović 0:1, Damina indijska obrana, Linares 1979.;
- Marović –Velimirović 1:0, Kraljeva indijska obrana, šampionat 1963.;
- Marović – Matanović 1:0, Nimcovičeva indijska obrana, momčadsko prvenstvo 1977.;
- Marović – Ljubojević 1:0, Kraljeva indijska obrana, Zagreb 1975.;
- Zuckerman – Marović 0:1, Caro-Kann, Malaga 1968.;
- Marović – Kaplan 1:0, Kraljeva indijska obrana, Malaga 1968.;
- Kokkoris – Marović 0:1, Aljehinova obrana, meč, Atena 1970.;
- Marović – Enklaar 1:0, Kraljeva indijska obrana, Amsterdam 1973.;
- Marović – Donner, Nimcovičeva indijska obrana, Amsterdam 1973.;
- Marović - Andersson 1:0, Nimcovičeva indijska obrana, Amsterdam 1973.;
- Timman – Marović 0:1, Aljehinova obrana, Banjaluka 1974.,
- Diez del Corral – Marović 0:1, Sicilijanska obrana, Malaga 1981.
- Ciociltea - Marović 0:1, Caro Kann, Malaga 1981.

Završnice:
- Marović – Mašić 1:0 i Marović – Bertok 1:0, šampionat 1963., Antošin – Marović 1/2, Zinnowitz 1966., Van der Weide – Marović 0:1, Beverwijk 1967.,  Marović – Ungureanu 1/2, Constanza 1969., Marović – Rukavina 1:0, šampionat 1972., Hernandez – Marović 0:1 i Marović – Tajmanov 1/2, Talin 1975., Marović -  Matanović 1:0, momčadsko prvenstvo 1969, Talj - Marović ½, Malaga 1981.

## Trener i spisatelj
Povukavši se iz natjecanja, na olimpijadama osamdesetih godina bio je izbornik i trener: 1982. ženske ekipe Jugoslavije u Luzernu, dok je u Solunu 1984. i 1988.godine, Dubaiju 1986. te Novom Sadu 1990. godine vodio momčad Ujedinjenih Arapskih Emirata. Devedesetih godina bio je izbornik i trener hrvatske nacionalne momčadi na prvenstvima Europe u Debrecinu 1992. i Puli 1997. godine (oba puta na diobi 5. mjesta), te olimpijadama u Manili 1992. (5.), Moskvi 1994., Erevanu 1996. i Momčadskom prvenstvu svijeta u Luzernu 1997. godine (6.).
'
Veliki dio šahovske karijere Marović je posvetio spisateljskom radu. Urednikom Šahovskog glasnika imenovan je 1967. godine i na tom mjestu uredio 30 godišta toga časopisa. U tom razdoblju komentirao je i velika šahovska natjecanja u tada popularnoj "polnoćnoj" emisiji športskog programa HRT-a.
Autorom je ili suautorom 31 djela na različite šahovske teme, koja su doživjela više od 70 izdanja, od čega 16 na stranim jezicima (ponajviše na engleskom, ali i na talijanskom, španjolskom i njemačkom jeziku). Na hrvatskom jeziku osobit uspjeh među čitateljima doživjele su Zatvorene igre, u suradnji s Idrizom Sušićem, objavljene u 4 izdanja, a na stranim jezicima Play the King's Indian (Pergamon Press, Oxford 1984.), Understanding Pawn Play in Chess i Dynamic Pawn Play in Chess ('Gambit Publications', London 2000. i 2001.). S engleskoga na hrvatski jezik preveo je Šahovsku enciklopediju britanskog pisca Harryja Golombeka, a s hrvatskog na strane jezike više vlastitih djela. Četiri djela u izdanju 'Gambita' u originalu je napisao i objavio na engleskom jeziku, a dva od njih potom su prevedena na njemački i španjolski jezik.
Marović je povremeno pripremao istaknute mlade igrače, posebice za omladinska prvenstva svijeta i osvajanje naslova FIDE, među njima Bojana Kurajicu, prvaka iz Barcelone 1965. godine, Saeeda Saeeda iz Dubaija, osvajača brončane medalje u Belfortu 1983. godine, Al-Modiakhija iz Katara, prvog arapskog velemajstora, Hrvoja Stevića, prvaka do 16 godina 1995. godine te Dragana Kosića, sudionika šampionata u Adelaidu 1989. godine, koji su obojica ubrzo postali velemajstori. U nizu godina više puta je trenirao i višegodišnje prvakinje Hrvatske, Tanju Belamarić i Vlastu Maček, te prvakinju Slovenije Janu Krivec.
Za mandata dra Euwea, imenovan je članom Kvalifikacijske komisije FIDE i u tom svojstvu sudjelovao u njezinom radu, posebice na kongresima sedamdesetih godina u Haifi, Buenos Airesu i La Valetti. Bio je članom i ad hoc komisija koje su se bavile uvođenjem rejtinga i sustavom borbe za šahovsku krunu nakon nasilne detronizacije Roberta Fischera.

## Djela
Lista prvih izdanja na stranim jezicima:
- King Pawn Openings, Batsford, London, 1975., (suautor Idriz Sušić)
- King Fianchetto Defences, Batsford, London, 1977.
- An Opening Repertoire for Black, Batsford, London, 1978.(suautor vel. Bruno Parma)
- Play the King's Indian – Pergamon Press, Oxford, 1984.
- An Active Repertoire for Black, Batsford, London, 1991.
- Play the Queen's Gambit, Maxwell Macmillan, Oxford, 1991.
- Understanding Pawn Play in Chess, Gambit Publications Limited, London, 2000.
- Dynamic Pawn Play in Chess, Gambit Publications Limited, London, 2001.
- Secrets of Positional Chess, Gambit Publications Limited, London, 2003.
- Secrets of Chess Transformations, Gambit publications Limited, London, 2004.
- Geheimnisse der Bauernfuhrung im Schach, 2003.
- Geheimnisse des Positionellen Schachs, 2004.
- Comprender el Juego de Peones an Ajedrez, La Casa del Ajedrez, Madrid, 2005.
- Secretos del Ajedrez Posicional, La Casa del Ajedrez, Madrid 2006.
- Repertorio di Aperture per ili Nero, Ugo Mursia editore, Milano
- Nuovo Repertorio di Aperture per il Nero, Ugo Mursia editore, Milano, 1995.

Djela na hrvatskom jeziku, njih 27, s dvije iznimke u izdanju su 'Šahovske naklade', Zagreb. Zajedno s velemajstorom Zlatkom Klarićem urednikom je knjige Garija Kasparova Moje partije, (Zagreb, 1983.).

## Vanjske poveznice
- Hrvatski šahovski savez  Arhivirana inačica izvorne stranice od 11. travnja 2012. (Wayback Machine) Nacionalna rejting lista od 1. siječnja 2013.
- (engl.) Dražen Marović na Chessgames.com